# Терещенко Сергій Олександрович
Терещенко Сергій Олександрович (30 березня 1951, місто Лісозаводськ Приморського краю, тепер Російська Федерація — 10 лютого 2023) — казахський та радянський державний та політичний діяч, підприємець та кандидат економічних наук. Перший прем'єр-міністр Казахстану (1991—1994) та 18-й прем'єр-міністр Казахської РСР (1991). Член ЦК КПРС у 1990—1991 роках. Кандидат економічних наук (1993). Академік Міжнародної академії інформатизації (МАІН, Алмати) (2001). Герой Праці Казахстану (2011).

## Біографія
Народився в місті Лісозаводськ Приморського краю.
У 1973 році закінчив Казахський сільськогосподарський інститут, здобув спеціальність інженера-механіка.
Після закінчення інституту з 1973 по 1975 рік працював головним інженером колгоспу імені Куйбишева Тюлькубаського району Чимкентської області. Тут отримав початковий досвід господарського керівника.
Член КПРС з 1975 року.
У 1975—1979 роках — 1-й секретар Тюлькубаського районного комітету комсомолу Чимкентської області.
У 1979—1981 роках — завідувач відділу Тюлькубаського районного комітету КП Казахстану Чимкентської області.
У 1981—1983 роках — 2-й секретар Бугунського районного комітету КП Казахстану Чимкентської області.
У 1983—1985 роках — 1-й секретар Ленгерського районного комітету КП Казахстану Чимкентської області.
У 1985 році працював інспектором відділу організаційно-партійної роботи ЦК КП Казахстану.
У 1985—1986 роках — секретар Чимкентського обласного комітету КП Казахстану.
У 1986 році закінчив Алма-Атинську Вищу партійну школу. 
У липні 1986 року був висунутий на посаду голови виконавчого комітету Чимкентської обласної ради народних депутатів, яку обіймав до листопада 1989 року.
З листопада 1989 року по лютий 1990 року — перший заступник голови Ради міністрів Казахської РСР.
З лютого по квітень 1990 року — перший заступник голови Верховної Ради Казахської РСР.
З 25 квітня по 17 травня 1990 року — заступник президента Казахської РСР та керівник канцелярії президента Казахської РСР.
З травня по листопад 1990 року — член Президентської ради Казахської РСР.
Близько півтора років, з травня 1990 по 7 вересня 1991 року, був першим секретарем Чимкентського обласного комітету КП Казахстану. Одночасно, з липня 1990 по жовтень 1991 року — голова Чимкентської обласної ради народних депутатів.
З 16 жовтня по 16 грудня 1991 року — прем'єр-міністр Казахської РСР. З 16 грудня 1991 року по 14 жовтня 1994 року — працював на посаді прем'єр-міністра Республіки Казахстан (див. Склад уряду Сергія Терещенка).
З жовтня 1994 року — президент Міжнародного фонду «Інтеграція». Головною метою фонду є науково-практичне сприяння геоінтегративним процесам і рівноправному входженню Казахстану в єдиний економічний, політичний і культурний простір сучасного світу. Фонд має понад 150 дочірніх фірм, які переважно виробляють і торгують сільськогосподарською продукцією.
У 1998—1999 роках очолював Громадський штаб на підтримку кандидата в президенти Республіки Казахстан Н. А. Назарбаєва.
З березня 1999 року по жовтень 2002 року — виконувач обов'язків голови Республіканської політичної партії «Отан», яка налічує у своїх лавах понад 300 тисяч чоловік.
З листопада 2002 року — заступник голови Асамблеї народів Казахстану (фактично її голова, оскільки головою є президент Н. Назарбаєв).
З 15 квітня 2004 року — президент Асоціації учасників страхового ринку Казахстану.
Член ЦК КПРС (1990—1991).
Помер 10 лютого 2023 року.

## Родина
Дружина, Євгенія Григорівна, викладач російської мови та літератури. Дочки — Ніна, Олена.

## Автор книг
- «Казахстан: реформа, ринок» (1993),
- «Казахська земля — колиска моя (Книга життя)» (1999, каз. мовою).

## Нагороди
- Звання «Қазақстанның Еңбек Ері» з врученням особливої відзнаки «Алтин жулдыз» і ордена Отан.[4]
- Президентська премія миру і духовної злагоди. Нагороджений у 1999 році Указом Президента Республіки Казахстан за значний внесок у консолідацію народу Казахстану, формування суспільно-політичної стабільності, розвиток демократичних процесів та побудову відкритого суспільства.
- Орден «Достик» I ступеня (1999)
- Орден «Барис» II ступеня (грудень 2005)[5]
- Орден Дружби (Російська Федерація, 12 грудня 2004 року) — за великий внесок у зміцнення дружби і співпраці між Російською Федерацією і Республікою Казахстан[6]
- Орден «Алғыс» (18.01.2012, РПЦ, Митрополичий округ в Казахстані)[7]
- Почесний громадянин Південно-Казахстанської області
- Почесний громадянин міста Алмати (2014)[8]